# 蠡湖隧道
31°31′19″N 120°16′52″E / 31.52200°N 120.28110°E
蠡湖隧道，是中华人民共和国江苏省无锡市滨湖区五湖大道的一个水下隧道，其位于蠡湖水下。

## 特点
蠡湖隧道为无锡市第一条水下隧道，由上海市隧道工程轨道交通设计研究院负责设计。2007年12月开通。全长1180米，为两孔双向六车道。